# Yūbetsu (Fluss)
Der Yūbetsu-gawa (jap. 湧別川) ist ein 87 km langer Zufluss des Ochotskischen Meeres auf der japanischen Insel Hokkaidō. Der Flusslauf liegt in der Unterpräfektur Okhotsk.

## Flusslauf
Der Yūbetsu-gawa entspringt im Kitami-Gebirge an der Nordflanke des 1643 m hohen Ariake. Von dort fließt er anfangs 10 km nach Norden. Er wendet sich im Anschluss 10 km nach Osten und schließlich nach Nordosten. Er durchfließt die Städte Engaru und Yūbetsu, bevor er schließlich die Nordküste von Hokkaidō erreicht. 5 km östlich der Mündung liegt der Saroma-See. 

## Hydrologie
Das Einzugsgebiet umfasst 1480 km². Der mittlere Abfluss beträgt 33,56 m³/s.